# Nicòmac (fill d'Aristòtil)
Nicòmac (en llatí Nicomachus, en grec antic Νικόμαχος "Nikómakhos") va ser un fill d'Aristòtil i de l'esclava de Píties d'Assos, Herpil·lis.
Quan Aristòtil va morir va deixar uns tutors pel noi, que era jove, i que al cap d'un temps Nicànor, fill adoptiu d'Aristòtil, va substituir per uns altres. Va tenir com a mestre a Teofrast. Eusebi diu que va morir a la guerra encara bastant jove. Va viure a la part final del segle iv aC.
Ciceró i Diògenes Laerci li atribueixen alguns escrits sobre ètica, que en realitat podrien correspondre al seu pare. Alguns autors pensen que l'Ètica a Nicòmac Ἠθικὰ Νικομαχεία, porta aquest nom perquè el pare els va dedicar al seu jove fill o potser perquè Nicòmac els va comentar. Suides diu que va escriure uns llibres d'ètica i un comentari sobre l'obra del seu pare Περὶτῆζ θυσικῆς Ἀκροάσεως.
El pare d'Aristòtil també es deia Nicòmac.